# Thilo Kehrer

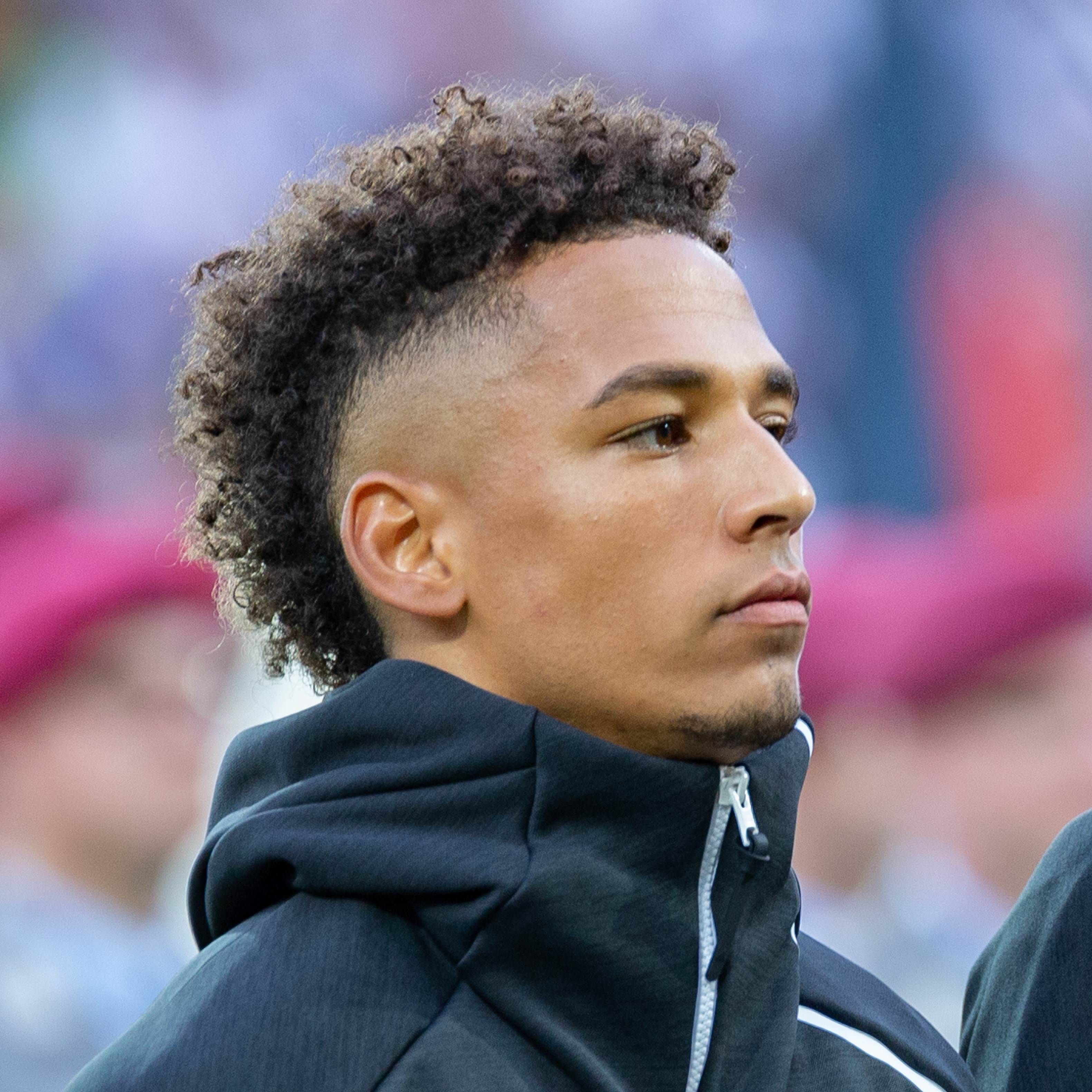
Thilo Kehrer (2019)

Thilo Kehrer (Tübingen, 21 september 1996) is een Duits voetballer die doorgaans als verdediger speelt.

## Clubcarrière
Kehrer speelde in de jeugd bij TSG Tübingen, SSV Reutlingen 05, VfB Stuttgart en Schalke 04. Hij debuteerde op 6 februari 2016 onder coach André Breitenreiter in het eerste elftal van laatstgenoemde club. Hij viel die dag in de blessuretijd in voor Johannes Geis tijdens een met 3–0 gewonnen wedstrijd in de Bundesliga thuis tegen VfL Wolfsburg. De treffers waren van Klaas-Jan Huntelaar, Geis en Alessandro Schöpf.
Kehrer groeide in de tweede helft van het seizoen 2016/17 onder coach Markus Weinzierl uit tot basisspeler bij Schalke. Hiervoor maakte hij op 1 april 2017 zijn eerste doelpunt als prof. Hij bracht zijn team toen op 1–1 in een in diezelfde stand geëindigde competitiewedstrijd thuis tegen Borussia Dortmund. Kehrer speelde dat seizoen ook zijn eerste wedstrijden in de Europa League. Coach Domenico Tedesco gebruikte hem in 2017/18 vanaf het begin van het seizoen als basisspeler.
Kehrer tekende in augustus 2018 een contract tot medio 2023 bij Paris Saint-Germain. Dat betaalde circa €37.000.000,- voor hem aan Schalke.

## Clubstatistieken
| Seizoen     | Club                | Competitie     | Competitie | Competitie | Beker | Beker | Internationaal | Internationaal | Totaal | Totaal |
| Seizoen     | Club                | Competitie     | Wed.       | Dlp.       | Wed.  | Dlp.  | Wed.           | Dlp.           | Wed.   | Dlp.   |
| ----------- | ------------------- | -------------- | ---------- | ---------- | ----- | ----- | -------------- | -------------- | ------ | ------ |
| 2015/16     | Schalke 04          | Bundesliga     | 1          | 0          | 0     | 0     | 0              | 0              | 1      | 0      |
| 2016/17     | Schalke 04          | Bundesliga     | 16         | 1          | 1     | 0     | 8              | 0              | 25     | 1      |
| 2017/18     | Schalke 04          | Bundesliga     | 28         | 3          | 5     | 0     | —              | —              | 33     | 3      |
| Club totaal | Club totaal         | Club totaal    | 45         | 4          | 6     | 0     | 8              | 0              | 59     | 4      |
| 2018/19     | Paris Saint-Germain | Ligue 1        | 27         | 1          | 6     | 0     | 7              | 0              | 40     | 1      |
| 2019/20     | Paris Saint-Germain | Ligue 1        | 7          | 1          | 9     | 0     | 5              | 0              | 21     | 1      |
| 2020/21     | Paris Saint-Germain | Ligue 1        | 24         | 0          | 4     | 0     | 5              | 0              | 33     | 0      |
| 2021/22     | Paris Saint-Germain | Ligue 1        | 6          | 0          | 1     | 0     | 0              | 0              | 7      | 0      |
| Club totaal | Club totaal         | Club totaal    | 64         | 2          | 20    | 0     | 17             | 0              | 101    | 2      |
| 2022/23     | West Ham United     | Premier League | 1          | 0          | 0     | 0     | 0              | 0              | 1      | 0      |
| Club totaal | Club totaal         | Club totaal    | 1          | 0          | 0     | 0     | 0              | 0              | 1      | 0      |
| Totaal      | Totaal              | Totaal         | 109        | 6          | 26    | 0     | 25             | 0              | 160    | 6      |

Bijgewerkt t/m 19 april 2021

## Interlandcarrière
Kehrer kwam uit voor diverse Duitse nationale jeugdelftallen. Hij nam met Duitsland –19 deel aan het EK –19 van 2015 en maakte deel uit van het Duitsland –21 dat het EK –21 van 2017 won. Kehrer debuteerde op 9 september 2018 in het Duits voetbalelftal. Bondscoach Joachim Löw liet hem toen in de 72e minuut invallen voor Matthias Ginter in een met 2–1 gewonnen oefeninterland tegen Peru. Daarna volgden basisplaatsen in verschillende wedstrijden in de UEFA Nations League 2018/19 en de kwalificatiereeks voor het EK 2020.
| Interlands van Thilo Kehrer voor Duitsland | Interlands van Thilo Kehrer voor Duitsland | Interlands van Thilo Kehrer voor Duitsland | Interlands van Thilo Kehrer voor Duitsland | Interlands van Thilo Kehrer voor Duitsland | Interlands van Thilo Kehrer voor Duitsland | Interlands van Thilo Kehrer voor Duitsland |
| №                                          | Datum                                      | Wedstrijd                                  | Uitslag                                    | Soort wedstrijd                            | Doelpunten                                 |                                            |
| Als speler bij Paris Saint-Germain         | Als speler bij Paris Saint-Germain         | Als speler bij Paris Saint-Germain         | Als speler bij Paris Saint-Germain         | Als speler bij Paris Saint-Germain         | Als speler bij Paris Saint-Germain         | Als speler bij Paris Saint-Germain         |
| ------------------------------------------ | ------------------------------------------ | ------------------------------------------ | ------------------------------------------ | ------------------------------------------ | ------------------------------------------ | ------------------------------------------ |
| 1.                                         | 9 september 2018                           | Duitsland – Peru                           | 2 – 1                                      | Vriendschappelijk                          |                                            |                                            |
| 2.                                         | 16 oktober 2018                            | Frankrijk – Duitsland                      | 2 – 1                                      | Nations League Divisie A                   |                                            |                                            |
| 3.                                         | 15 november 2018                           | Duitsland – Rusland                        | 3 – 0                                      | Vriendschappelijk                          |                                            |                                            |
| 4.                                         | 19 november 2018                           | Duitsland – Nederland                      | 2 – 2                                      | Nations League Divisie A                   |                                            |                                            |
| 5.                                         | 20 maart 2019                              | Duitsland – Servië                         | 1 – 1                                      | Vriendschappelijk                          |                                            |                                            |
| 6.                                         | 24 maart 2019                              | Nederland – Duitsland                      | 2 – 3                                      | EK 2020 Kwalificatie                       |                                            |                                            |
| 7.                                         | 11 juni 2019                               | Duitsland – Estland                        | 8 – 0                                      | EK 2020 Kwalificatie                       |                                            |                                            |
| 8.                                         | 3 september 2020                           | Duitsland – Spanje                         | 1 - 1                                      | Nations League Divisie A                   |                                            |                                            |
| 9.                                         | 6 september 2020                           | Zwitserland – Duitsland                    | 1 - 1                                      | Nations League Divisie A                   |                                            |                                            |

Bijgewerkt op 11 juni 2019.

## Erelijst
| Competitie            | Aantal              | Jaren               |                     |                     |
| Paris Saint-Germain   | Paris Saint-Germain | Paris Saint-Germain | Paris Saint-Germain | Paris Saint-Germain |
| --------------------- | ------------------- | ------------------- | ------------------- | ------------------- |
| Kampioen Ligue 1      | 2x                  | 2018/19,2019/20     |                     |                     |
| Coupe de France       | 1x                  | 2019/20,            |                     |                     |
| Trophée des Champions | 1x                  | 2019                |                     |                     |
| Duitsland –21         |                     |                     |                     |                     |
| Europees kampioen –21 | 1x                  | 2017                |                     |                     |